# Lake Los Angeles
Lake Los Angeles est une census-designated place du comté de Los Angeles, dans l'État de Californie aux États-Unis. Lors du recensement de 2010, sa population s’élevait à 12 328 habitants.

## Démographie
| 1990  | 2000   | 2010   | - | - | - |
| ----- | ------ | ------ | - | - | - |
| 7 977 | 11 523 | 12 328 | - | - | - |

## Histoire
Ce site abritait autrefois deux grands lacs (éponymes) le premier, dédié à la pêche (aux truites, black-bass et poisson-chat principalement...) et le second à la natation et à la navigation de plaisance. 
Ces deux lacs ont été asséchés en raison des énormes besoins en eau de la ville de Los Angeles alors en plein développement. 
En 1967, lors du boom de la spéculation foncière dans la vallée de l'Antelope, les promoteurs ont artificiellement tenté de reconstituer le lac et ont acheté 4 000 acres (16 km2) de terrain de la région, l'ont divisée en 4 465 lots et ont nommé le site « Los Angeles Lake » pour attirer les acheteurs. Des publicités montraient un skieur nautique sur le lac (qui n'avait probablement pas plus de 5 pieds de profondeur) et une maison témoin au sommet de la colline voisine, donnant l'impression d'une ville de villégiature. Un club de loisirs et un restaurant haut de gamme donnaient alors sur le grand lac de loisirs. Les rues ont été nommées Biglake Avenue, Lakespring Avenue et Longmeadow Avenue comme pour faire oublier que la ville était en fait développée sur un site devenu un désert stérile, surtout connu pour accueillir des tournages de westerns de cinéma. Après que les promoteurs aient vendus toutes leurs parcelles, ils ont cessé d'alimenter le lac en eau. Il s'est alors évaporé. Une grande partie des terrais a été vendue à des acheteurs n'ayant jamais visité la région. Des efforts ont ensuite été déployés pour reconstituer le lac, mais sans succès véritable, faute d'argent notamment et peut être en raison du dérèglement climatique, la Californie ayant récemment connu de longues périodes de canicules associées à des incendies sans précédent historique, dont en 2018. 

## Lieu pour le cinéma
La région entourant les anciens lacs étaient dénommée Angeles Buttes en raison des reliefs qu'elle abritait au nord du comté. 
Elle servit comme décor de westerns de cinéma puis de films et séries, clip vidéo et publicités pour la télévision à partir de 1938. Parmi les tournages réalisés dans leur totalité ou en partie dans cette zone figurent : The Mission, Gallagher's Sons, Twilight Town, Big Shadow on the Land, The Deed and the Dilemma, The Oath, Second Chance et Meena.
La commune disposait de deux studios de cinéma pouvant être loués, dénommés « Four Aces Movie Location ».